# نیروی دریایی آرژانتین
نیروی دریایی آرژانتین (اسپانیایی: Armada de la República Argentina‎) نیروی دریایی زیرمجموعه نیروهای مسلح آرژانتین است، که در سال ۱۸۱۰ تأسیس شد.